# 젠터이 러요시
젠터이 러요시(헝가리어: Zentai Lajos, 1966년 8월 2일 ~ )는 헝가리 출신의 축구 선수이다. K리그에서 등록명은 젠토이를 사용하였으며 수비수로 활약하였다.

## 클럽 경력
LG 치타스 (현 FC 서울) 소속으로 1991 시즌에서 1992 시즌 전반기까지 시즌 통산 23경기 1득점-0도움 (정규리그 23경기 1득점-0도움)의 기록을 남겼다. 장발 스타일의 멋진 외모와 태권도 선수 출신의 부인으로 화제를 모았다. 헝가리의 명문 축구 클럽 버셔시 SC 출신이다.